# Brev från Ågesta
Brev från Ågesta är ett album från 2007 av Roger Karlsson.

## Låtlista
1. Storm
2. Längs ditt stråk
3. Karolina
4. Ågesta, december
5. Monster
6. De sylvassa taggarna
7. Brev
8. En sorts väntan
9. Magisk kväll i karavan
10. Centrumsymfoni
11. Sånt som ingen annan bryr sig om
12. Vinden i ditt hår